# 雷后兴
雷后兴（1961年—），畲族，中华人民共和国政治人物、第十一届全国政协委员。
加入九三学社，担任九三学社浙江省丽水市委副主委、丽水市人民医院副院长。2008年，当选第十一届全国政协委员，代表少数民族界，分入第五十组。2018年1月，当选第十三届全国政协委员。